# شوجی ترایاما
شوجی ترایاما (ژاپنی: 寺山 修司؛ ‏ ۱۰ دسامبر ۱۹۳۵ – ۴ مهٔ ۱۹۸۳) شاعر، نمایشنامه‌نویس، نویسنده، کارگردان فیلم و عکاس آوانگارد اهل ژاپن بود. آثار او طیف وسیعی از نمایش‌های رادیویی، تلویزیون تجربی، تئاتر زیرزمینی (آنگورا)، مقالات ضدفرهنگی، موج نوی ژاپن و سینمای «گسترش‌یافته» را در بر می‌گیرد.
او با کارگردانانی چون توشیو ماتسوموتو، ماساهیرو شینودا و یوایچی هیگاشی همکاری داشت. بسیاری از منتقدان او را به عنوان یکی از پربارترین و برانگیزاننده‌ترین هنرمندان خلاق ژاپن می‌دانند. از او به عنوان فردی تأثیرگذار بر فیلمسازان مختلف ژاپنی از دهه ۱۹۷۰ به بعد یاد شده است. در سال ۱۹۸۳ میلادی به دلیل ابتلا به سیروز کبدی درگذشت.
از فیلم‌های او می‌توان به میوه‌های شوق اشاره کرد.